# El crimen del Cácaro Gumaro
El crimen del Cácaro Gumaro és una pel·lícula mexicana del 2014 portada a la pantalla per Alameda Films i distribuïda per 20th Century Fox; dirigida per Emilio Portes, produïda per Daniel Birman Ripstein i escrita per Armando Vega Gil i Andrés Bustamante. Es tracta d'una paròdia a diverses pel·lícules mexicanes tant modernes com antigues, tenint cameos de diversos artistes com Carmen Salines, Freddy Ortega, Germán Ortega, Jorge Rivero, Xavier López "Chabelo", José María Torre i Víctor Trujillo amb el seu personatge de Brozo, per esmentar alguns. Al setembre de 2014, va ser llançada als Estats Units amb el nom The Popcorn Chronicles.

## Sinopsi
La història es desenvolupa a Güepez un poblat on l'única sala de cinema que existeix porta per nom “Cine Mújica”. A la mort del seu amo, Don Toribio, el deixa en herència a un dels seus dos fills, Gumaro, que serà el "cácaro", i a Archimboldo li deixa la casa i un camió atrotinat. Això provocarà enfrontaments entre ambdós germans, ja que Gumaro vol salvar les pel·lícules i les joies cinematogràfiques que guardava el seu pare, amb la finalitat d'entretenir el poble, i el seu germà, que vol enriquir-se venent pel·lícules pirates protegit pel president municipal. Això arrossegarà tot el poble al seu enfrontament.

## Repartiment
- Andrés Bustamante - Cuino Meléndez De La Popocha.
- Ana de la Reguera - Claudianita
- Carlos Corona - Mario Fortino Alfonso Gumaro Mújica Moreno
- Alejandro Calva - Germán Genaro Archimboldo Cipriano Mújica Valdés
- Eduardo Manzano - Toribio Mújica.
- Jesús Ochoa - Cochigordo
- Armando Vega Gil - Pare Amargo
- Roberto Romero - Escolà del Pare Amargo
- Ramón Álvarez - Pichardo
- Óscar Iván González - Memito
- Eduardo McGregor - Papá Cuino
- Ernesto Yáñez - El Vagabundo
- Mónica Huarte - Faulina Rubio
- Freddy Ortega - Advocat
- Germán Ortega - Testimoni
- Víctor Trujillo - Brozo
- José María Torre - Jesucrist
- Xavier López "Chabelo" - Ell mateix
- Roberto Tello - Coronel Kabuto

## Nominacions
A la 44a edició de les Diosas de Plata fou nominada als premis a la millor revelació masculina (Andrés Bustamante). i a la LVII edició dels Premis Ariel fou nominada al millor maquillatge, als millors efectes visuals i als millors efectes especials.